# Guglielmo VII di Aquitania
Guglielmo VII d'Aquitania, o Guglielmo l'Aquila o Guglielmo l'Ardito (1023 – Saumur, 1058), fu duca d'Aquitania, e conte di Poitiers col nome di Guglielmo V, dal 1039 alla sua morte.

## Origine
Battezzato col nome di Pietro, era il figlio primogenito del duca d'Aquitania e conte di Poitiers, Guglielmo il Grande e della sua terza moglie Agnese di Borgogna. Aveva un fratello gemello, battezzato Guido.

## Biografia
Nel 1129 Guglielmo il Grande abdicò in favore del figlio primogenito di primo letto, quindi fratellastro di Pietro, Guglielmo il Grosso e si ritirò nell'abbazia di Maillezais, divenendovi monaco e morendovi il 31 gennaio 1030; lasciò i titoli a Guglielmo il Grosso, che divenne duca d'Aquitania col nome di Guglielmo VI e conte di Poitiers col nome di Guglielmo IV.
Sua madre Agnese, rimasta vedova, il primo gennaio 1032 sposò in seconde nozze il futuro conte d'Angiò Goffredo Martello, lasciò l'Aquitania e si trasferì coi figli presso la corte d'Angiò, anche se la chiesa riteneva il matrimonio incestuoso.
A seguito di questo avvenimento, Pietro e suo fratello Guido mutarono i propri nomi, rispettivamente in Guglielmo e Goffredo (in onore del patrigno); Pietro-Guglielmo trascorse quindi la fanciullezza presso la corte d'Angiò.
Sempre in quell'anno, quando morì senza eredi maschi il duca di Guascogna e conte di Bordeaux Sancho VI, il fratellastro di Pietro-Guglielmo, Oddone, che era nipote di Sancho per parte di madre, gli succedette come Oddone II di Guascogna.
Nel dicembre 1038, alla morte di Guglielmo il Grosso, Oddone entrò in possesso anche dei titoli di duca d'Aquitania e conte di Poitiers. Pochi mesi dopo, per sedare una rivolta in Aquitania, alimentata da Agnese e Pietro-Guglielmo, Oddone dalla Guascogna si mosse verso il Poitou con un piccolo contingente, ma fu bloccato a Thouars da rivoltosi e angioini, che lo costrinsero alla battaglia di Mauzé in cui perse la vita.
Pietro-Guglielmo ereditò, allora, due dei suoi titoli divenendo Guglielmo VII duca d'Aquitania e Guglielmo V di Poitiers, mentre nel titolo di duca di Guascogna e conte di Bordeaux gli subentrò il nipote (figlio della sorellastra Adelaide di Aquitania) Bernardo II Tumapaler.
Sua madre Agnese per alcuni anni fu reggente in Aquitania, governando direttamente il ducato.
Nel 1043 la sorella Agnese sposò il duca di Baviera Enrico il Nero, re di Germania e futuro imperatore, re di Borgogna e re d'Italia.
Dopo aver preso il governo nelle proprie mani, Guglielmo VII governava con l'aiuto del fratello, Guido-Goffredo.
Nel 1050 o prima Guglielmo VII sposò Ermesinda, di cui non si conoscono gli ascendenti.
Tra il 1050 ed il 1052, sua madre Agnese fu ripudiata, poi il patrigno Goffredo Martello che era riuscito a far annullare il matrimonio per consanguineità, divorziò.
Nel 1052, suo fratello Guido Goffredo convinse Bernardo II Tumapaler a vendergli (forse forzatamente) il ducato di Guascogna per la cifra di 15.000 soldi (15.000 sols), e così divenne duca di Guascogna. A Bernardo rimase la contea d'Armagnac.
Nel 1053, dopo la separazione di Agnese da Goffredo Martello, dato che quest'ultimo si rifiutava di restituire all'ex figliastro Guglielmo VII i territori del ducato d'Aquitania, si giunse allo scontro armato: Goffredo Martello invase il Poitou e siccome Guido-Goffredo non riuscì ad intervenire dalla Guascogna, Guglielmo chiese e ottenne la pace.
La guerra però riprese e, nel 1058, Guglielmo VII riuscì a sorprendere Goffredo Martello, che fu costretto a rinchiudersi nel castello di Saumur, sotto assedio.
Guglielmo VII morì di dissenteria durante l'assedio di Saumur, in quello stesso anno. Fu tumulato nella chiesa di San Nicola di Poitiers, dove nel 1068 lo raggiunse la madre Agnese.
Guglielmo VII morì senza eredi maschi e nei titoli gli subentrò il fratello, il duca di Guascogna, Guido Goffredo.
La sua vedova Ermesinda prese i voti e si ritirò in monastero a Roma, assieme alla cognata Agnese di Poitou.

## Discendenza
Guglielmo ed Ermesinda ebbero una o forse due figlie: 
- Agnese (ca. 1048-dopo il 13 giugno 1089), che, nel 1064 sposò il Conte di Savoia, Conte d'Aosta e di Moriana, Pietro I di Savoia.

- Clemenza[17](ca. 1055-1142), contessa di Longwy, sposò, nel 1075, il conte Corrado I di Lussemburgo (1040-1086) e in seconde nozze il conte Gerardo I di Gheldria (?-1129)

## Ascendenza
|                                |                      |                           | Genitori                    |  |  | Nonni |  |  | Bisnonni                   |  |  | Trisnonni           |  |
|                                |                      |                           |                             |  |  |       |  |  | Guglielmo III di Aquitania |  |  | Ebalus di Aquitania |  |
|                                |                      |                           |                             |  |  |       |  |  | Guglielmo III di Aquitania |  |  | Ebalus di Aquitania |  |
|                                |                      | Aremburga                 |                             |  |  |       |  |  | Guglielmo III di Aquitania |  |  |                     |  |
| Guglielmo IV di Aquitania      |                      |                           |                             |  |  |       |  |  | Guglielmo III di Aquitania |  |  |                     |  |
|                                |                      | Gerloc/Adele di Normandia | Rollone                     |  |  |       |  |  |                            |  |  |                     |  |
|                                |                      | Gerloc/Adele di Normandia | Rollone                     |  |  |       |  |  |                            |  |  |                     |  |
|                                |                      | Gerloc/Adele di Normandia | Poppa di Bayeux             |  |  |       |  |  |                            |  |  |                     |  |
| Guglielmo V di Aquitania       |                      | Gerloc/Adele di Normandia |                             |  |  |       |  |  |                            |  |  |                     |  |
|                                |                      | Tebaldo I di Blois        | Tebaldo il Vecchio di Blois |  |  |       |  |  |                            |  |  |                     |  |
|                                |                      | Tebaldo I di Blois        | Tebaldo il Vecchio di Blois |  |  |       |  |  |                            |  |  |                     |  |
|                                |                      | Tebaldo I di Blois        | …                           |  |  |       |  |  |                            |  |  |                     |  |
| Emma di Blois                  |                      | Tebaldo I di Blois        |                             |  |  |       |  |  |                            |  |  |                     |  |
|                                |                      | Liutgarda di Vermandois   | Erberto II di Vermandois    |  |  |       |  |  |                            |  |  |                     |  |
|                                |                      | Liutgarda di Vermandois   | Erberto II di Vermandois    |  |  |       |  |  |                            |  |  |                     |  |
|                                |                      | Liutgarda di Vermandois   | Adele di Francia            |  |  |       |  |  |                            |  |  |                     |  |
| Guglielmo VII d'Aquitania      |                      | Liutgarda di Vermandois   |                             |  |  |       |  |  |                            |  |  |                     |  |
|                                | Adalberto II d'Ivrea | Berengario II d'Ivrea     |                             |  |  |       |  |  |                            |  |  |                     |  |
|                                | Adalberto II d'Ivrea | Berengario II d'Ivrea     |                             |  |  |       |  |  |                            |  |  |                     |  |
|                                | Adalberto II d'Ivrea | Willa III d'Arles         |                             |  |  |       |  |  |                            |  |  |                     |  |
| Ottone I Guglielmo di Borgogna | Adalberto II d'Ivrea |                           |                             |  |  |       |  |  |                            |  |  |                     |  |
|                                |                      | Gerberga di Châlon        | Lamberto di Châlon          |  |  |       |  |  |                            |  |  |                     |  |
|                                |                      | Gerberga di Châlon        | Lamberto di Châlon          |  |  |       |  |  |                            |  |  |                     |  |
|                                |                      | Gerberga di Châlon        | Adelaide di Châlon          |  |  |       |  |  |                            |  |  |                     |  |
| Agnese di Borgogna             |                      | Gerberga di Châlon        |                             |  |  |       |  |  |                            |  |  |                     |  |
|                                |                      | Rinaldo di Roucy          | …                           |  |  |       |  |  |                            |  |  |                     |  |
|                                |                      | Rinaldo di Roucy          | …                           |  |  |       |  |  |                            |  |  |                     |  |
|                                |                      | Rinaldo di Roucy          | …                           |  |  |       |  |  |                            |  |  |                     |  |
| Ermentrude di Roucy            |                      | Rinaldo di Roucy          |                             |  |  |       |  |  |                            |  |  |                     |  |
|                                |                      | Alberada di Lotaringia    | Gilberto di Lotaringia      |  |  |       |  |  |                            |  |  |                     |  |
|                                |                      | Alberada di Lotaringia    | Gilberto di Lotaringia      |  |  |       |  |  |                            |  |  |                     |  |
|                                |                      | Alberada di Lotaringia    | Gerberga di Sassonia        |  |  |       |  |  |                            |  |  |                     |  |
|                                |                      | Alberada di Lotaringia    |                             |  |  |       |  |  |                            |  |  |                     |  |